# 김해 봉황동 유적
김해 봉황동 유적은 대한민국 경상남도 김해시 봉황동에 있는 청동기시대의 유적이다. 1963년 1월 21일 대한민국의 사적 제2호 김해회현리패총으로 지정되었으나, 2001년 2월 5일 김해패총(金海貝塚)과 금관가야의 집단 취락지인 봉황대(경남문화재자료 제87호)를 합쳐 김해봉황동유적으로 확대지정 및 명칭변경되었다가, 이후 현재의 명칭으로 변경되었다.

## 김해 패총
1907년(융희 1년) 이마니시 류의 조사 이후 1934~1935년에 걸쳐 일본 학자가 매장지를 조사 발굴(발굴 당시에는 김해읍 회현리(會峴里))하여, 조개더미와 같은 성격이 드러났다. 봉황대 언덕 근처에 서로 시기가 다른 회현리 조개더미와 다양한 무덤유적이 있다.
이 유적에서 출토된 유물로는 붉은 토기(적색토기, 赤色土器) · 회색 토기·가야 토기의 파편과 철부(鐵斧)·철도자(鐵刀子, 쇠 손칼), 뼈·뿔도구, 가락바퀴(방추차), 불탄쌀(탄화미), 동물뼈 들이 있다. 사슴뿔이나 뼈를 가공해 만든 칼자루가 많다. 불탄쌀은 고대의 쌀과 농경 연구에 큰 도움을 주는 중요한 자료이다. 특히 중국 신(新)나라의 왕망이 기원전 14년에 만든 화폐, 화천(貨泉) 이 출토되었는데, 이로 인해 이 유적이 형성된 연대가 철기 시대라는 것과 중국과의 왕래도 짐작하게 하는 중요한 자료가 된다.
또한 고인돌·상식석관(箱式石棺) · 항아리에 뼈를 넣었던 독무덤(옹관, 甕棺)·세형동검(細形銅劍)·마제석촉(磨製石鏃) 등이 발굴되었다. 이 조개더미는 금석 병용기 말부터 삼국 고분기(三國古墳期)의 것으로 추측되고 있다. 무덤들은 청동기시대 후기에 만들어진 것으로 보고 있다.

## 참고 문헌
- 김해 봉황동 유적 - 국가유산청 국가유산포털

 이 문서에는 다음커뮤니케이션(현 카카오)에서 GFDL 또는 CC-SA 라이선스로 배포한 글로벌 세계대백과사전의 내용을 기초로 작성된 글이 포함되어 있습니다.